# Łysów (województwo świętokrzyskie)
Łysów – wieś sołecka w Polsce położona w województwie świętokrzyskim, w powiecie koneckim, w gminie Radoszyce.
W latach 1975–1998 miejscowość administracyjnie należała do województwa kieleckiego.
Wierni Kościoła rzymskokatolickiego należą do parafii NMP Królowej Świata w Węgrzynie.

## Części wsi
| SIMC    | Nazwa | Rodzaj    |
| ------- | ----- | --------- |
| 0264762 | Jatki | część wsi |

## Historia
W 1784 r. wieś zwana wówczas Łyszów administracyjnie należąca do powiatu chęcińskiego w województwie sandomierskim była własnością rodu Małachowskich, bowiem w regestrze diecezjów jako właściciel widnieje Małachowski, podkanclerz koronny.
Łysów w wieku XIX to wieś włościańska i osada leśna, w powiecie koneckim, gminie Grodzisko, par. Radoszyce, od Końskich 23 wiorsty gruntu posiadała mórg 172, domów 20, mieszkańców 163. Osada leśna natomiast 30 mórg, 1 dom i 6 mieszkańców. 